# On the Loose (filme)
On the Loose é um filme de comédia produzido nos Estados Unidos, dirigido por Hal Roach e lançado em 1931 pela Metro-Goldwyn-Mayer.